# Владимиров, Борис Павлович
Бори́с Па́влович Влади́миров (при рождении Сыромятников; 8 марта 1932, Москва, РСФСР, СССР — 8 апреля 1988, там же) — советский актёр театра и кино, артист эстрады. Участник эстрадного дуэта Вероника Маврикиевна и Авдотья Никитична.

## Биография
Борис Владимиров родился 8 марта 1932 года. От рождения носил фамилию Сыромятников, но позднее для благозвучия взял фамилию матери — Владимиров.
В 1956 году окончил режиссёрский факультет ГИТИС. В 1959 году создал и возглавил эстрадный театр «Комсомольский патруль».
Старушку Борис Владимиров играл ещё в 1958 году. С монологом Виктора Ардова «Бабка на футболе» заглавная героиня произведения, в которую перевоплотился мужчина с платочком на голове, надтреснутым голоском комментировала со своей колокольни происходящее на поле. Владимиров удачно нашёл комический образ вредной, ехидной, но очень колоритной старухи в очках с массивной чёрной оправой на длинном носу, с выпяченной нижней челюстью. Артист разговаривал скрипучим «старческим» голосом, трескуче смеялся и без конца облизывался. 
Всесоюзную славу Борис Владимиров завоевал в роли Авдотьи Никитичны. Он эксплуатировал образ простоватой, но сметливой «деревенской» бабушки, составлявшей контраст «аристократке» Веронике Маврикиевне, роль которой исполнял Вадим Тонков. Тот же узнаваемый облик Никитичны, включая белый платочек и очки, со всеми её повадками и ухватками был успешно перенесён на озвученную Владимировым заглавную героиню кукольного мультфильма «Бабушка удава» (1977, из цикла Ивана Уфимцева «38 попугаев»), что усиливало комический эффект.

## Личная жизнь
- Первая жена — Элеонора Прохницкая[2], вторая — Татьяна Державина (сестра актёра М. М. Державина)[3].
- Сын от второго брака — Михаил Владимиров — тоже стал актёром (работает в Московском академическом театре сатиры).

## Смерть
Незадолго до смерти у Владимирова был обнаружен рак почек. Также он перенес несколько инфарктов. Операция в Боткинской больнице прошла успешно, но Борис Павлович Владимиров скончался 8 апреля 1988 года, через месяц после своего 56-летия. Причиной смерти послужил оторвавшийся тромб. Похоронен в Москве на Ваганьковском кладбище.

## Творчество

### Роли в кино
1. 1959 — Неоплаченный долг — Лютиков
2. 1962 — Семь нянек — продавец в зоомагазине
3. 1971 — Старики-разбойники — начальник планового отдела, сослуживец Воробьёва
4. 1978 — Ералаш (выпуск № 16, сюжет «Царевна-Несмеяна») — Авдотья Никитична
5. 1979 — Бабушки надвое сказали… — Авдотья Никитична / камео
6. 1986 — Что такое Ералаш? — Авдотья Никитична

### Озвучивание мультфильмов
1. 1974 — Мешок яблок — ворона
2. 1975 — Уступите мне дорогу
3. 1977 — Бабушка удава — бабушка (в титрах ошибочно указан как В. Владимиров)
4. 1978 — Дед Мороз и серый волк — ворона
5. 1978 — Чудеса среди бела дня — продавщица пирогов (в титрах В. Владимиров)
6. 1981 — Самый маленький гном (выпуск 3) — бабушка Коза
7. 1982 — Каша из топора — Меланья
8. 1983 — Как старик наседкой был — Меланья

### На телевидении
- 1971 — Терем-теремок. Сказка для взрослых — Авдотья Никитична